# 강원지방중소벤처기업청
강원지방중소벤처기업청(江原地方中小벤처企業廳)은 강원특별자치도 중소기업 정책의 기획·종합, 중소기업의 보호·육성, 창업·벤처기업의 지원, 대·중소기업 간 협력 및 소상공인에 대한 보호·지원에 관한 사무를 관장하는 대한민국 중소벤처기업부의 소속기관이다. 2017년 7월 26일 발족하였으며, 강원특별자치도 춘천시 안마산로 262에 위치하고 있다. 청장은 서기관·기술서기관 또는 공업연구관으로 보한다.

## 연혁
- 1996년 2월 9일: 중소기업청 소속으로 강원지방중소기업사무소 설치.[2]
- 1998년 2월 28일: 강원지방중소기업청으로 개편.[3]
- 2017년 7월 26일: 중소벤처기업부 소속 강원지방중소벤처기업청으로 개편.[4]

## 조직

### 청장
- 지역정책과[5]
- 지역혁신과[5]

### 소속기관
사무소
| 명칭           | 위치                                    | 관할구역                                         |
| -------------- | --------------------------------------- | ------------------------------------------------ |
| 강원영동사무소 | 강원특별자치도 강릉시 과학단지로 106-11 | 강릉시·동해시·태백시·속초시·삼척시·고성군·양양군 |